# 市立室蘭水族館
市立室蘭水族館（しりつむろらんすいぞくかん）は、北海道室蘭市の水族館である。

## 沿革・概要
1953年（昭和28年）6月21日に北海道初の水族館『北海道立水族館』として開館した。
1956年（昭和31年）に文部省より博物館相当施設の指定を受けた。
1962年（昭和37年）4月1日に北海道より室蘭市に移管され『市立室蘭水族館』として開館し、現在に至る。
2023年（令和5年）3月16日に室蘭民報社と室蘭市は、市立室蘭水族館のネーミングライツ（命名権）スポンサー契約を締結し、4月1日より「室蘭民報みんなの水族館（略称・むろみん水族館）」となった。正式名称として『市立室蘭水族館』は変更されていない。
日本動物園水族館協会には加盟していない。
現在の指定管理者は、一般社団法人室蘭観光協会である。
また、遊具施設もありメリーゴーランド、観覧車などの有料施設がある。
日本で初めてアブラボウズの稚魚から成魚への飼育に成功し、シンボルフィッシュはアブラボウズとなっている。
アブラボウズ飼育展示数：若魚3点、成魚2点(※2024年4月現在)

## 主な飼育生物
- ゼニガタアザラシ
- ゴマフアザラシ
- フンボルトペンギン
- トド

## 施設・設備
- 本館展示施設
1階　クラゲ水槽6槽、半円形水槽、浅海系6槽、暖海系3槽、寒海系7槽、深海系6槽、企画展示水槽
2階　熱帯魚水槽9槽、北海道周辺に分布する海獣類等のパネル、オウギハクジラ骨格標本
- トドプール
現在、飼育頭数は1頭。名前：『モグ』

- アザラシプール
ゴマフアザラシとゼニガタアザラシがのんびりと泳ぐ。
- フンボルトペンギンプール
毎日2回行われる『ペンギンの散歩』では、コース上の障害物を上手に越えて行く様子が楽しめる。
- 屋外タッチプール
裸足になって入れる水深20cm程のプール。砂を敷いたプールには、ヒトデやイソガニなどが展示されている。
- 遊具（券売所にて利用券を購入）
観覧車・ティーカップ・豆汽車・メリーゴーラウンド
- コイン遊具
バッテリーカー・動物バッテリーカー等
- 休憩所
授乳施設を併設している。
- 室蘭水族館ビオトープ
2018年11月完成。魚類飼育員が手作りした手掘りのビオトープ。